# Moskovski memorandum
Moskovski memorandum je dokument ZSSR, ki je bila sprejet 1955 v Moskvi in v kateri ZSSR zahteva nevtralnost Avstrije po švicarskem vzoru in izrazila pripravljenost za dajanje jamstev štirih sil za celovitost in nedotakljivost avstrijskega ozemlja.